# Мілдретт Неттер
Мілдретт Неттер (англ. Mildrette Netter; нар. 16 червня 1948, Роуздейл, Міссісіпі, США) — американська легкоатлетка, яка спеціалізувалася в бігу на короткі дистанції.

## Із життєпису
Олімпійська чемпіонка XIX Літніх Олімпійських ігор 1968 року у Мехіко в естафеті 4×100 метрів (1968).
Фіналістка XX Літніх Олімпійських ігор 1972 року у Мюнхені в естафеті 4×100 метрів (4-е місце).
Ексрекордсменка світу в естафеті 4×100 метрів.

## Основні міжнародні виступи
| Рік  | Змагання         | Місто  | Місце | Дисципліна | Примітки         |
| ---- | ---------------- | ------ | ----- | ---------- | ---------------- |
| 1968 | Олімпійські ігри | Мехіко | 1     | 4×100 м    |                  |
| 1972 | Олімпійські ігри | Мюнхен | 4     | 4×100 м    | Відео на YouTube |